# Roser Berdagué
Roser Berdagué Costa (Moncada y Reixach, 1929-1 de abril  de 2025) fue una traductora española, ganadora del Premio Nacional a la Obra de un Traductor.

## Trayectoria
Se licenció en Filosofía y Letras, Sección de Filología Moderna, con especialidad inglés.
En 1950 trabajó en Pro-Libris (Estudios y Difusión Bibliográfica). En 1962 comenzó su labor como traductora independiente para varias editoriales. A lo largo de su carrera, ha traducido 350 obras del inglés, francés e italiano al castellano y catalán. También tradujo conferencias y artículos, además de realizar la corrección literaria de otros traductores.

## Reconocimientos
En 2009, el Gobierno de España le otorgó el Premio Nacional a la Obra de un Traductor por toda su trayectoria profesional, mientras a José Luis Moralejo le concedió el Premio Nacional a la Mejor Traducción en la misma edición, por el libro Sátiras. Epístolas. Arte poética de Horacio.